# Lista de escolas de samba do Brasil
Esta é uma lista de escolas de samba do Brasil, sendo divididos nos 26 estados da federação.

## Acre

### Rio Branco
- Bosque
- Mocidade Independente
- Quem Quiser Pode Vir
- Unidos da Cadeia Velha
- Unidos do Bairro Quinze[nota 1]

## Alagoas

### Maceió
- 13 de Maio
- Acadêmicos da Mocidade[nota 1]
- Arco-Íris
- Gaviões da Pajuçara
- Girassol
- Jangadeiros Alagoanos
- Nação Imperial
- Unidos do Poço

## Amapá

### Macapá
- Boêmios do Laguinho
- Cidade de Macapá[nota 1]
- Emissários da Cegonha
- Império do Povo[nota 1]
- Império da Zona Norte
- Maracatu da Favela
- Piratas da Batucada
- Piratas Estilizados
- Solidariedade
- Unidos do Buritizal

## Amazonas

### Maués
- Em Cima da Hora
- Império Verde e Rosa
- Mocidade de Santa Luzia

## Bahia

### Feira de Santana
- Brasil Meu Samba
- G.R.E.S Escravos do Oriente
- Império Feirense
- Marquês de Sapucaí
- Nativos de Santana
- Unidos da Rua Nova
- Unidos de Padre Ovídi
- Acadêmicos da Barroquinha

### Salvador
- Diamante Negro
- Unidos  de Itapuã
- Acadêmicos do Morro[2][nota 1]
- Acadêmicos do Samba[2][nota 1]
- Bafo da Onça[2][nota 1]
- Calouros do Samba[3][nota 1]
- De Hoje a 8
- Diplomatas da Amaralina[2][nota 1]
- ES Unidos do Politeama[nota 1]
- Embaixada Terror do Samba[2][nota 1]
- Embaixada União[2][nota 1]
- Escravos do Oriente[2][nota 1]
- Filhos da Feira de São Joaquim
- Filhos da Liberdade[2][nota 1]
- Filhos do Morro[2][nota 1]
- Filhos do Nordeste[2][nota 1]
- Filhos do Ritmo[2][nota 1]
- Filhos do Tororó[2][nota 1]
- Filhos dos Pirineus[2][nota 1]
- Juventude do Garcia[2][nota 1]
- Lira Imperial
- Ritmistas do Samba[2][nota 1]
- Ritmos da Liberdade[nota 1]
- Unidos do Vale do Canela[nota 1]
- Verde e Rosa[4]

## Ceará

### Crato
- Acadêmicos da Vilalta
- Espalha Brasa
- Idealistas do Samba
- O Vitorino
- Operários do Samba
- Unidos de São Sebastião

### Fortaleza
- Corte do Samba
- Girassol de Iracema
- Imperadores da Parquelândia
- Império Ideal
- Mocidade Independente da Bela Vista
- Mocidade Independente de Maracanaú[nota 1]
- Unidos do Acaracuzinho
- Unidos do Pajeú

### Sobral
- Acadêmicos do Dom Expedito
- Alto do Cristo[nota 1]
- Beija-Flor do Tamarindo[nota 1]
- Estação Primeira de Sinhá Sabóia
- Império dos Terrenos Novos
- Mocidade Independente do Alto da Brasília
- Mocidade Alegre do Dom Expedito[nota 1]
- Princesa do Samba
- Sinhá Sabóia[nota 1]
- Turma da Favela do Alto de Brasília
- Unidos das Pedrinhas
- Unidos do Alto do Cristo
- Várzea Grande[nota 1]

### Varzea Alegre
- Unidos do Roçado de Dentro
- Mocidade Independente do Sanharol

## Distrito Federal
- Águas Claras[nota 1]
- Águia Imperial
- Alvorada em Ritmo[nota 1]
- Asa Norte
- ARUC
- Aruremas
- Brasil Moreno[nota 1]
- Bola Preta de Sobradinho
- Brazlândia[nota 1]
- Candanga
- Candangos de Sobradinho[nota 1]
- Capela Imperial
- Dragões de Samambaia
- Fantoches do Setor O[nota 1]
- Flor do Cerrado de Sobradinho[nota 1]
- Gaviões da Fiel
- Gigante da Colina
- Império de Brasília[nota 1]
- Império do Cruzeiro Novo[nota 1]
- Império do Guará
- Independente de Brasília[nota 1]
- Mocidade de Ceilândia[nota 1]
- Mocidade do Valparaíso
- Mocidade Independente do Gama
- Projeto Colibri
- Santa Maria
- Unidos da Vila Paranoá
- Unidos do Riacho Fundo I
- Unidos de Sobradinho[nota 1]
- Unidos do Varjão

## Espírito Santo

### Aracruz
- Império Colorido da Barra

### Cachoeiro de Itapemirim
- Acadêmicos do União
- Catedráticos do Samba
- Explosão do Novo Parque
- Império do Arco-Íris
- Independente do Aquidaban
- Unidos do Zumbi
- Velha Guarda do Samba

### Cariacica
- Pavão Dourado
- Independente de Boa Vista
- União Jovem de Itacibá
- Unidos Porto Santana

### Guarapari
- Amigos da Fonte
- Mocidade Alegre de Olaria
- Mocidade Olaria Olariô
- Guarapari Imperial
- Juventude de Muquiçaba
- Acadêmicos de JK

### São Mateus
- Acadêmicos do Estadio São Mateus
- Acadêmicos do Guriri
- Jovem Guarde
- Sãum Mateus do Samba
- Unidos do Sernamby

### Serra
- Alegria Serrana
- Cacique de Barcelona
- Mocidade Serrana
- Tradição Serrana
- Império de Fátima
- Rosas de Ouro

### Vila Velha
- Acadêmicos da Barra
- Arco-Íris[nota 1]
- Mirage
- Acadêmicos Vila Garrido
- Vai Quem Quer
- Mocidade Unida da Glória (MUG)
- Independente de São Torquato

### Vitória
- Andaraí
- Chega Mais
- Chegou O Que Faltava
- Imperatriz do Forte
- Independente de Eucalipto
- Mocidade da Praia
- Novo Império
- Pega no Samba
- Unidos da Piedade
- Unidos de Barreiros
- Unidos de Jucutuquara

## Goiás

### Cidade de Goiás (Goiás Velho)
- União
- Mocidade
- Leão de Ouro

### Anápolis
- Independência
- Leopoldina
- Veneno da Vila

### Goiânia
- Acadêmicos de Goiânia
- Acadêmicos da Kokeros
- Águia de Ouro
- Axé Brasil
- Beija-Flor de Goiânia
- Brasil Mulato
- Estrela do Oriente
- Flora do Vale
- Lua-Alá
- Milionários do Ritmo
- Mocidade do Samba
- Quilombo dos Palmares
- Rainha de Goiás
- Unidos da Floribella
- Unidos da Mangueira
- Unidos do Marista

## Maranhão

### Imperatriz
- Democratas do Samba
- Mocidade Independente da Vila
- Turma da Mangueira
- Unidos da Vila Nova

### Pinheiro
- Unidos da Matriz
- Unidos de Alcântara
- Unidos de Arakem

### São Bento
- Relaxo do Samba

### São Luís
- Acadêmicos do Túnel do Sacavém
- Águia do Samba[nota 1]
- Coroa do Samba[nota 1]
- Duque do Samba[nota 1]
- Estrela do Itapera[nota 1]
- Estrela do Samba[nota 1]
- Favela do Samba
- Flor do Samba
- Ideal do Samba[nota 1]
- Império Serrano
- Marambaia do Samba
- Mocidade Independente da Ilha[nota 1]
- Pirata do Samba[nota 1]
- Salgueiro[nota 1]
- Terrestre do Samba
- Turma da Mangueira
- Turma do Quinto
- Unidos da Camboa[nota 1]
- Unidos de Fátima[nota 1]
- Unidos de Ribamar
- Unidos do São Cristovão[nota 1]

## Mato Grosso

### Cuiabá
- Acadêmicos do Pedroca
- Águia Dourada
- Bafo de Leão
- Caprichosos do Terceiro
- Império de Casa Nova
- Império do Sol
- Imperatriz Portuária
- Pega No Meu Coração
- bafo de onça

## Mato Grosso do Sul

### Campo Grande
- Catedráticos do Samba
- Cinderela Tradição do José Abraão
- Estação Primeira do Taquarussu
- Império das Moreninhas
- Pra Morar e Pra Sambar
- Igrejinha
- Deixa Falar
- Unidos do Aero Rancho
- Unidos do Buriti
- Unidos da Vila Carvalho
- Unidos do São Francisco
- Unidos do Cruzeiro
- Tradição do Pantanal

### Corumbá
- Acadêmicos do Pantanal
- Caprichosos de Corumbá
- Mocidade Independente da Nova Corumbá
- Unidos da Vila Mamona
- Unidos da Major Gama
- Império do Morro
- A Pesada
- Marquês de Sapucaí

## Pará

### Belém
- Acadêmicos da Pedreira
- Academia Jurunense
- A Grande Família
- Alegria Alegria
- Aquarela Brasileira
- Bole Bole
- Cacareco
- Camisa Azul e Branca[nota 1]
- Caprichosos da Cidade Nova
- Coração Jurunense
- Deixa Falar
- Embaixadores Azulinos
- O Habitat do Boto
- Império Pedreirense
- Matinha
- Mocidade Botafoguense
- Mocidade Olariense
- Mocidade da Vila da Barca[nota 1]
- Mocidade do Bengui
- Nova Mangueira
- O Grito da Liberdade
- Parangolé do Samba
- Piratas da Batucada
- Portela
- Pratinha
- Quem São Eles
- Rancho Não Posso Me Amofiná
- Rosa da Terra Firme
- Rosa de Ouro
- Tradição Guamaense
- Unidos da Osvald
- União Montenegrense
- Xodó da Nega

### Icoaraci
- Boêmios da Vila Sorriso
- Canal 19
- Raízes da Terra
- Unidos da Baixada
- Unidos da Montenegro

### Marabá
- Folhas em Harmonia
- Independentes Unidos de Marabá
- Mocidade Cidade Nova
- Somos Nós

### Monte Alegre
- Boêmios do Morro
- Família no Samba
- Pai Tunar

### Tucuruí
- Unidos da Jaqueira
- Unidos de Tucuruí
- Imperio Matinhese
- Colinas
- Academicos do Getat

## Paraíba

### Campina Grande
- Acadêmicos de Monte Castelo
- Bambas do Ritmo
- Unidos da Liberdade

### João Pessoa
- Unidos do Roger
- Catedráticos do Ritmo (Inativa)
- Império do Samba
- Malandros do Morro
- Independentes de Mandacaru
- Pavão de Ouro
- Ultima Hora (Inativa)
- Unidos do Rangel (Inativa)
- Resplendor (Inativa)
- Mirassol (Inativa)
- Noel Rosa (Inativa)
- Acadêmicos do Baralho (Inativa)
- Ritmistas de Cruz das Armas (Inativa)

## Paraná

### Curitiba
- Acadêmicos da Realeza
- Acadêmicos da Sapolândia[nota 1]
- Colorado[nota 1]
- Deu Zebra no Batuque[nota 1]
- Dom Pedro II[nota 1]
- Associação Cultural Carnavalesca Embaixadores da Alegria
- Falcões Independentes (Pinhais)
- Foliões da Mocidade[nota 1]
- Garotos Unidos[nota 1]
- Ideias da Mocidade[nota 1]
- Imperadores Independentes[nota 1]
- Império de Arucária[nota 1]
- Jesus Bom à Beça
- Leões da Mocidade
- Mocidade Azul[nota 1]
- Não Agite - Coritiba Football Club[nota 1]
- Portão I[nota 1]
- Os Internautas (Pinhais)
- Unidos da Princesa[nota 1]
- Unidos da Zona Sul[nota 1]
- Unidos de Colombo[nota 1]
- Unidos do Bairro Alto
- Unidos do Boqueirão[nota 1]
- Unidos dos Pinhais (Pinhais)
- Vassorinha da Água Verde[nota 1]
- Vila Unida de Frei Miguel[nota 1]
- Tradição Rubro Negra[nota 1]
- Treze de Maio[nota 1]
- Imperatriz da Liberdade

### Foz do Iguaçu
- Acadêmicos do Grande Lago
- Acadêmicos da Magia e Esplendor
- Grande Três Lagoas
- Império das Cataratas
- Mocidade Independente do São Francisco
- Mocidade Unidos do Porto Meira
- Neném do Morumbi
- Unidos do Maracanã

### Jacarezinho
- Unidos do Cruzeiro
- Acadêmicos do Jardim São Luiz
- Escola de Samba do Sesc
- Unidos do Morro

### Londrina
- Grêmio Recreativo Não Existe Apoio para as Escolas de Samba de Londrina
- Grêmio Recreativo Secretaria Acabou com o Carnaval do Samba em Londrina
- Alegria da Passarela
- Bahia Abraça Londrina[nota 1]
- Chão de Estrelas[nota 1]
- Criando Ritmos e Realizando Fantasias[nota 1]
- Explode Coração
- Falange Azul[nota 1]
- Garotos Unidos da Zona Sul[nota 1]
- Gaviões Londrinenses
- Império da Zona Norte[nota 1]
- Navegantes do Mar Azul[nota 1]
- Quilombo dos Palmares[nota 1]
- Raça de Ouro[nota 1]
- Sangue Azul[nota 1]
- União da Vila[nota 1]
- Unidos de Maria Isabel[nota 1]
- Unidos do Jardim do Sol[nota 1]
- Unidos do Jardim Paulista[nota 1]

### Paranaguá[5]
- Acadêmicos do Litoral Paranaense
- Filhos da Gaviões
- Império do Irajá[nota 1]
- Leão da Estradinha
- Mocidade Unida do Jardim Santa Rosa
- Ponta do Caju
- São Vicente
- Tradição da Ilha[nota 1]
- União da Ilha dos Valadares
- Vila Alboit

### Ponta Grossa
- Portal das Águas[6]
- Ases da Vila[6]
- Baixada Princesina[6][nota 1]
- Gaviões da Beira da Linha[6][nota 1]
- Globo de Cristal[6]
- Mocidade Unidos de Uvaranas[nota 1]
- Nova Princesa[6][nota 1]
- Águia de Ouro[6]

### Tibagi
- 18 de Março
- Desembargador Mercer Junior[nota 1]
- Flor de Liz
- Herdeiros do Samba[nota 1]
- Municipal[nota 1]
- Unidos de Vila São José
- Unidos do Nequinho

### Umuarama
- Unidos da Vila Tiradentes

## Pernambuco

### Camaragibe
- Couro de Gato

### Caruaru
- Palmeiras[nota 1]
- Unidos do Morro do Bom Jesus[7][nota 1]

### Goiana
- Bambas do Ritmo
- São Jorge
- Mocidade
- Forasteiros da Vila Operaria
- Em Cima da Hora
- União da Vila
- Imperatriz Goianense

### Olinda
- Marrom e Branco
- Preto Velho

### Paulista
- Gaviões de Maranguape
- Sempre Viva
- Sítio Laurindo

### Petrolina
- Acadêmicos do Centenário
- Império do São Francisco
- Kizumbal do Samba
- Unidos de Atrás da Banca
- Unidos do Gercino Coelho

### Recife
- Águia do Jordão
- Criança e Adolescente
- Deixa Falar
- Escailabe
- Estudantes de São José
- Galeria do Ritmo
- Gigante do Samba
- Imperiais do Ritmo
- Imperadores da Vila São Miguel
- Império do Samba
- Limonil
- Preto Velho
- Queridos da Mangueira
- Raios de Luar
- Rebeldes do Samba
- Sambistas do Cordeiro
- Samarina
- Unidos da Mangueira
- Unidos de São Carlos
- Escola do Zé
- Acadêmicos do Cordeiro[nota 1]
- Acadêmicos do Jordão[nota 1]
- Águia Dourada[nota 1]
- Caixão do Lixo[nota 1]
- Favela do Recife[nota 1]
- Formiguinhas de Santo Amaro[nota 1]
- Gente Inocente[nota 1]
- Império de Camaragibe[nota 1]
- Império do Asfalto[nota 1]
- Intimidade do Coque[nota 1]
- Luar de Prata[nota 1]
- Mocidade da Boa Vista[nota 1]
- Movidos a Álcool[nota 1]
- Navegantes de Boa Viagem[nota 1]
- Quatro de Outubro[nota 1]
- Sempre Viva[nota 1]
- Sonhos Dourados[nota 1]
- Unidos da Jangada[nota 1]
- Vai-Vai[nota 1]

### Sanharó
- Jornel

## Piauí

### Floriano
- Arrocha Um, Aperta o Outro
- Caxambú
- Estrela Cadente
- Mangueira
- Vira-Virou

### Teresina
- Araçagi do Samba[nota 1]
- Arrumação[nota 1]
- Bambas da Folia[nota 1]
- Brasa Samba
- Escravos do Samba[nota 1]
- Galo Tricolor
- Império do Samba[nota 1]
- Malucos por Samba[nota 1]
- Mocidade Alegre do Parque Piauí
- Nossa Cara[nota 1]
- Nova Escola de Samba[nota 1]
- Piratas do Ritmo[nota 1]
- Piratingas do Ritmo[nota 1]
- Sambão
- Skindô
- Tuma da Mangueira[nota 1]
- Unidos da Vila[nota 1]
- Unidos da Palmeirinha[nota 1]
- Unidos da Saudade
- Unidos do Cabral[nota 1]
- Unidos da Santana
- Veteranos do Samba[nota 1]
- Ziriguidum
- Zig Zag[nota 1]

### Parnaíba
- Princesa do Igaraçu (atual campeã)
- Império do Cais
- Nova Parnaíba no Samba
- Unidos da Ponte

## Rio Grande do Norte

### Natal
- Acadêmicos do Morro
- Águia Dourada
- Balanço do Morro
- Berimbau do Samba
- Confiança no Samba
- Em Cima da Hora
- Ferro e Aço
- Grande Rio do Norte
- Imperatriz Alecrinense do Samba
- Imperadores do Samba
- Império do Vale
- Malandros do Samba
- Unidos da Areia Branca
- Unidos de São Lucas
- Unidos do Gramoré

### Mossoró
- Acadêmicos do Salinistas
- Balanço da Mocidade
- Imperatriz da Zona Norte

## Rondônia

### Porto Velho
- Acadêmicos do São João Batista
- Armário Grande
- Asfaltão
- Boto Verde e Rosa[nota 1]
- Fênix[nota 1]
- Gaviões do Guaporé[nota 1]
- Império do Samba
- Pobres do Caiari[nota 1]
- Os Diplomatas
- Rádio Farol
- Unidos do Nacional[nota 1]
- Unidos da Castanheira[nota 1]
- Unidos do Areal[nota 1]
- Unidos do Guaporé[nota 1]

## Roraima

### Boa Vista
- Além do Equador
- Aquarela
- Embaixadores da Mecejana
- Império Roraimense
- Ouro Verde
- Praça da Bandeira
- Unidos do Beiral

## Sergipe

### Aracaju
- Acadêmicos do Bomfim
- Batuqueiro do Morro
- Tubarão da Praia
- Unidos do América
- Unidos do Samba

## Tocantins

### Palmas
- Império da Liberdade
- Mangueira Palmense
- Mocidade Independente da 31
- Novo Império
- Imperadores
- Mocidade Alegre da Vila
- Unidos do Girassol
- Beija-Flores de Palmas
- União dos Aurenys
- Acadêmicos do Taquari
- Estação do Taquara